# Plethodontohyla
A Plethodontohyla a kétéltűek (Amphibia) osztályába, valamint a békák (Anura) rendjébe és a szűkszájúbéka-félék (Microhylidae) családjába tartozó nem.

## Rendszertani besorolása
Az alábbi fajokat korábban a Plethodontoyhla nembe sorolták, de később áthelyezték a Rhombophryne nembe:
- Rhombophryne coronata (Vences & Glaw, 2003)
- Rhombophryne guentherpetersi (Guibé, 1974)
- Rhombophryne laevipes (Mocquard, 1895)
- Rhombophryne minuta (Guibé, 1975)
- Rhombophryne serratopalpebrosa (Guibé, 1975)

Frost és munkatársai a Plethodontohyla alluaudi taxont 2006-ban a Rhombophryne nembe helyezték át, de taxonómiai helyzetét felülvizsgálva 2018 elején az újonnan életre keltett Plethodontohyla laevis fajjal együtt visszatették a Plethodontohyla nembe. Ugyanakkor, a 2016-ban téves DNS-adatok alapján a Plethodontohyla nembe átsorolt Rhombophryne matavy fajt visszatették a Rhombophryne nembe.

## Előfordulása
A nembe tartozó fajok Madagaszkár endemikus fajai.

## Rendszerezés
A nembe az alábbi fajok tartoznak:
- Plethodontohyla alluaudi (Mocquard, 1901)
- Plethodontohyla bipunctata (Guibé, 1974)
- Plethodontohyla brevipes Boulenger, 1882
- Plethodontohyla fonetana Glaw, Köhler, Bora, Rabibisoa, Ramilijaona & Vences, 2007
- Plethodontohyla guentheri Glaw & Vences, 2007
- Plethodontohyla inguinalis Boulenger, 1882
- Plethodontohyla matavy (D'Cruze, Köhler, Vences & Glaw, 2010)
- Plethodontohyla mihanika Vences, Raxworthy, Nussbaum & Glaw, 2003
- Plethodontohyla notosticta (Günther, 1877)
- Plethodontohyla ocellata Noble & Parker, 1926
- Plethodontohyla tuberata (Peters, 1883)